# 本田技研工業フットボールクラブ
本田技研工業株式会社フットボールクラブ（ほんだぎけんこうぎょうかぶしきがいしゃフットボールクラブ英: Honda Football Club）は、日本の静岡県浜松市を本拠地とする、日本フットボールリーグ（JFL）に所属する社会人サッカークラブ。呼称は「Honda FC」（ホンダ エフシー）で、これ以降は基本的に呼称で表記する。

## 概要
1971年、本田技研工業（以下「ホンダ」）の創業事業所でもある浜松製作所（現・トランスミッション製造部、浜松市中央区）に置かれた浜友会サッカー部（後述）を母体として本田技研工業サッカー部（以下「ホンダサッカー部」）として創部 し、現在もなお本田技研工業直営の実業団クラブとして存在する。ホンダ本社のサッカー部という位置づけであるが、直接的な運営にはトランスミッション製造部内に設立された「Honda FC 事務局」のスタッフが関わっており、チーム代表もトランスミッション製造部長が務めている。実業団ながら地域密着型クラブを標榜し、下部組織も有している。
過去に2度日本プロサッカーリーグ（Jリーグ）参入の構想があったがいずれも実現しておらず（後述）、長きにわたってアマチュアの最高位カテゴリであるJFLでJリーグ加盟を目指すクラブを相手に互角以上の戦いを繰り広げることから、「（Jへの）門番」の異名を取る。
ホームスタジアム・練習場は同市浜名区都田町にあるホンダ所有のHonda都田サッカー場。
チームのシンボルマークは、浜松の「H」とHondaの「H」が重なり合い、当時の浜松市鳥であるツバメと雄大な遠州灘の波を型どったデザイン。マスコットキャラクターはチームのシンボルマークでもあるツバメをモチーフとした「パッサーロ（Passaro）」。

### トップチーム在籍選手の扱い
トップチームの選手は、試合の無い日は、午前中はホンダの正社員として勤務、午後からはトレーニングを行うという生活を送っている。
一方で、プロ契約の形態を取らないものの、プロサッカー選手としての雇用関係を結んでいる選手もいるというが、クラブからは公言されていない。これについては、JFL事務局長（当時）の加藤桂三が2014年に受けたインタビューで、古橋達弥と宇留野純との契約形態について「日本協会の（プロサッカー選手）統一契約じゃないんだけども、社員選手というか専門契約っていう感じで、カテゴリー的に言えばプロなんですよ」と説明している。2020年シーズンではプロクラブでの所属歴のある古橋達弥、大町将梧、山藤健太と、札幌からの期限付き移籍で加入した中村桐耶が総務課に籍を置いていることがオフィシャルガイドブックにて確認できる。

## 歴史

### 創設の経緯
ホンダの各事業所にはそれまでも同好の士を集めたサッカー部は活動していた。社員に共通の話題を提供し、社員の意識を強化を図り、士気を高めるという目的でいえば、埼玉製作所の野球部（現：Honda硬式野球部）や、鈴鹿製作所の野球部（現：Honda鈴鹿硬式野球部）が既に実績を挙げており、浜松製作所でも当初、野球部をという声も出たが、既に埼玉と鈴鹿に野球部があること、そして何よりも静岡という土壌を考え、サッカー部創設が決定した。まず監督・保崎昌訓、主将・望月修司の浜友会のメンバーを中心に、1971年春新入社の関東大学リーグ経験者を大量に加え、それまで浜友会が所属していた静岡県リーグ2部西部リーグからスタートを切った。翌1972年には、名古屋相互銀行（名相銀）の中心選手だった桑原勝義が、日本サッカー協会の幹部・長沼健に口説かれ、銀行職を捨てて郷里のチームであるホンダに加入。桑原は翌1973年にプレイングマネージャーとなり、桑原を中心にチームは強化された。

### 本田技研工業サッカー部 (1971年-2001年)
創設 - JSL時代
1971年に創部。1972年に静岡県リーグに加盟。1973年には東海社会人サッカーリーグ、1975年には日本サッカーリーグ（JSL）2部に昇格。1981年には同1部に昇格し、以降1992年に終了するまで、トップカテゴリに居続けた。なお1989年に開催された第1回フットサル世界選手権（現：FIFAフットサルワールドカップ）に出場した日本代表は、ホンダサッカー部の選手で構成されていた。
90年代初頭、国内のトップカテゴリがJSLからJリーグへ移行する際、本拠地である浜松市内に第一種の競技場がなく、行政の協力も期待できなかったことから、誘致要請のあった埼玉県浦和市（現・さいたま市）に本拠地を移転し、本田技研工業狭山サッカー部と統合して浦和ホンダウィンズとしてJリーグ（オリジナル10）へ参加することが検討された。しかし、チーム関係者の間には「浜松を本拠にJリーグへ参戦したい」とする意向が根強く、結論が出ないまま91年にJリーグへの初年度参加見送りを発表した。当時は国内経済の悪化からホンダ本社はカーレースF1からの撤退を表明していたため、サッカー部のプロ化見送りに関しても、F1同様に「本業主義のため」という論理付けがされた。
監督の宮本征勝（1990年にホンダサッカー部監督退任）やヘッドコーチの関塚隆（1991年に現役引退→早稲田大学ア式蹴球部監督）のほか、黒崎久志・長谷川祥之・本田泰人・内藤就行・入井和久・千葉修が鹿島アントラーズへ移籍。北澤豪、倉田安治、石川康が読売サッカークラブへ移籍した。
ジャパンフットボールリーグ時代
1992年からジャパンフットボールリーグ（以下、旧JFL）1部に参加した。しかし、先述の通り、レギュラーの大半を失ったチームは10チーム中9位に終わり2部降格。しかし翌1993年は2部優勝を果たす。翌1994年には、旧JFLが16チームによる1部制に再編され、それを機に現場サイドでJリーグ参入へ向けた3年構想が始動した。これにより、前年にJリーグへ参戦したジュビロ磐田から戦力外通告を受けたバウテルや東川昌典らを補強し、翌1995年には柏レイソルから戦力外通告された呂比須ワグナー、大橋昭好らを補強した。
1996年には日本サッカー界に精通した清水エスパルス初代監督であるジュリオ・エスピノーザをヘッドコーチとして招聘し、ヴィッセル神戸・鳥栖フューチャーズ・コンサドーレ札幌などのJリーグ参入を目指すチームと、東京ガスサッカー部を加えた熾烈な上位争いを制し、優勝を飾った。
これを受け、翌97年にはホンダ本社所有のスタジアム（Honda都田サッカー場）に50億円を投じ改築することで、懸案だったスタジアム問題を解決する見込みを立て、浜松F.CとしてJリーグ準会員となった。この時、ホンダ本社は浜松F.Cの株式約6割を引き受けて筆頭株主となった他、ダイドードリンコなどが大口スポンサーとして名を連ねた。
しかし当時は史上最悪の製造不況および通貨危機前夜の時期であったため、産業都市である地元・浜松市内では地元紙などの影響からホンダサッカー部のJリーグ参戦に対し否定的な見方が支配的であった。故に浜松F.Cの経営陣は大きく動揺し、最終的に「時期が悪い」との判断に達したことから一連の構想を白紙撤回した。その後、ホンダ本社の方針もあり、プロ契約選手を減らし、選手全員がホンダの社員として社業にも従事する、いわゆる「完全なアマチュアチーム」へと徐々に移行し始めた。
日本フットボールリーグ時代
1999年、旧JFLに所属するチームの多くは新たに創設されたJ2に参戦したが、プロ化を断念して「完全なアマチュアチーム」へ移行し始めてから間もないホンダサッカー部はJ2には参加せず、創設された日本フットボールリーグに所属した。1999年の第35回全国社会人サッカー選手権大会で優勝し、2001年にJFLで優勝した。同年、ホンダ本社は、2002年から選手とのプロ契約を行なわず、2013年まで社員選手のみでチームを存続させることとなった。

### 本田技研工業フットボールクラブ (2002年-)

#### 2002年から2010年代前半まで
2002年 - 2008年
| 監督 石橋眞和 中村元 桶田龍 安部裕之 石井雅之 牧野泰直 柴田潤一郎 糸数昌太 田阪祐治 早坂良太 新田純也 鈴木弘大 2008年（優勝） JFL 基本布陣 |

2002年、「本田技研工業サッカー部」から「本田技研工業フットボールクラブ」に改称（呼称は「Honda FC」、以下同表記または「Honda」）。この年から12年間、選手は社員のみであること、毎年の補強が高校卒業（ユースからの昇格も含む）か大学卒業の新卒選手のみとなる。並行して、所属選手がプロ選手としてJリーグに挑戦する際には快く送り出すこれまでの方針は変わりなく維持されることとなる。
なお、このシーズンも優勝し、前身時代から含めての連覇を決めている。これは、横浜FC（1999・2000）に続いて、JFL史上2チーム目。JFL5回優勝（初代1回、2代目4回　2010年現在）は1992年のリーグ再編後では最多となる。
以後、12年間社員選手だけで構成されてきたものの、毎年上位につける実力を有する他、年末の天皇杯では、たびたびJリーグチームを脅かし、時には勝利することもある。また、Jリーグの関係者をして「Jリーグチームにも匹敵する」などと言わしめたこともあり、いつしか『Jへの門番』という新たな異名で呼ばれることとなる。
2006年、向島満が引退し、これ以降7年に渡り元Jリーガーの在籍選手は不在となった。
2009年 - 2013年
2008年にJFLで優勝すると、チームは過渡期を迎える。前年王者として迎えた2009年は1999年以降過去最悪の7位でシーズンを終えると石橋眞和が監督を退任。代わって大久保貴広が監督に就任するも2010年、2011年と2年連続で優勝を逃した。
また、2011年は天皇杯静岡県予選決勝で静岡産業大学サッカー部に敗れて18年ぶりに天皇杯本戦への出場を逃した。また、翌2012年の天皇杯は静岡県予選準決勝で浜松大学サッカー部に1-2で敗れて2年連続で本選出場を逃し、同年の天皇杯の成績は現行のJFL創設以降において過去最低の成績となった。この頃からチームのJFL時代の全盛期を支えた新田純也、鈴木弘大、石井雅之らベテランらがチームを離れ、チームの世代交代が進む傾向となる。
2013年、専修大学から鈴木雄也、順天堂大学から栗本広輝と砂森和也の計3名が入団。JFLが事実上の3部として最終年となった2013年は18チーム中5位であった。このうち、2014年度からのJ3に参戦する10チーム中6チームよりも順位が上であった。この年の天皇杯では予選決勝で藤枝MYFCに0-1で負け、3年連続予選敗退となった。シーズン最終節終了後、計7名の選手が退団することが発表され、DF浅田はFC琉球へ移籍、FW河野・MF西・DF小栗・DF牧野・GK石川の5名が社業専念となった。また、FW齋藤はシーズン途中で諸事情により退団しているが、2014年からMIOびわこ滋賀へ移籍したことが同クラブから公表される。
また、この年をもってU-18チームの活動が終了した。
2014年
2002年から12年間「選手は全員アマチュア（正社員）」という体制を貫いたが、この年から再びプロ・アマ混成の体制へと一新した。
吉澤英生以来8年ぶりのプロ契約監督として、2013年までツエーゲン金沢U-18を監督して率いていた井幡博康が新監督に就任。井幡は選手として在籍していた1999年以来15年ぶりの古巣復帰ともなった。新入団選手は10年ぶりに復帰する形でベテラン古橋達弥と宇留野純をプロ契約で獲得し、また正社員選手として順天堂大学からMF原田開・日本体育大学からDF宮内啓汰・ジュビロ磐田U-18からGK高村弘尚の3名を獲得した。原田は現役卒業ではない新卒選手としては河野大星以来となるが、「元Jリーガーの新卒選手」としてはクラブ初の選手となる。併せて、クラブとして元Jリーガー選手の在籍は向島満以来8年ぶりとなった。
7月にはカターレ富山から村松知輝、金沢から本田真吾をそれぞれ期限付き移籍で獲得。現行のJFLが開幕して以降、Hondaが期限付き移籍制度を駆使すること及びシーズン中に選手補強を行うことは初となる。
2ステージ制となったこのシーズン、1stステージは鹿児島ユナイテッドFCを得失点差で交わしてステージ優勝。2ndステージは6位にとどまり年間の勝ち点では3番目となるものの、チャンピオンシップで2ndステージ優勝の佐川印刷京都SCを1勝1分で下し、6年振りのJFL王者となった。一方、天皇杯は静岡県予選からの出場、準決勝で本年度からJFLに参入したアスルクラロ沼津を1-0で退けるも、決勝でJ3リーグ創設によりJリーグチームとなったスーパーシードの藤枝MYFCに2-7と大敗を喫することとなった。

#### 2010年代後半
2015年
GK中村元が引退（社業専念）、MF宇留野純が退団し、FW村松知輝は期限付き移籍期間満了で富山に復帰。新卒では九州産業大学から三浦誠史、国士舘大学から松本和樹、流通経済大学から富田湧也の計3名が加入。金沢よりMF小野寺建人、福島よりFW久野純弥を期限付き移籍で獲得、MF本田真吾の金沢からの期限付き移籍期間を延長した。
シーズン途中にて、GKの清水谷侑樹が試合中に、高村弘尚が練習中に、それぞれ全治半年の大けがを負い、残ったGKは急遽選手登録を行ったGKコーチの川口剛史のみという緊急事態に陥った ことから、北海道コンサドーレ札幌から阿波加俊太を育成型期限付き移籍で、静岡産業大学3年の羽田野将史を期限付き移籍で獲得した。
天皇杯は静岡県予選決勝でJ3の藤枝MYFCに3-4で敗れて、5年連続で本選出場を逃した。リーグ戦は1stステージは1位と勝ち点差1の3位。2ndステージは1位と勝ち点差2の2位でJFLチャンピオンシップの出場を逃し、JFL連覇はならなかった。特に2ndステージ第12節のソニー仙台FCとの首位攻防戦は勝てばソニー仙台との勝ち点を1差に迫る最大のチャンスだった試合で試合終了間際にPKで先制し、このまま逃げ切ると思われたアディショナルタイムに失点・引き分けとなり、結果2ndステージ優勝を逃す結果となった。
一方、2013年度で終了したU-18チームを翌2016年度から復活させることが発表された。
2016年
阿波加俊太、羽田野将史、小野寺建人が期限付き移籍期間満了（小野寺は現役引退）。伊賀貴一と深谷泰介が引退（社業専念）。また、砂森和也がJ2のカマタマーレ讃岐に移籍した。新たに加入したのは新卒で九州産業大学からGK楠本祐規、高知大学からMF曽根友祐、鹿児島実業高校からMF渡邊大地の3選手と、ツエーゲン金沢から期限付き移籍で加入した大町将梧 の計4選手。一方、本田真吾と久野純弥は期限付き延長となった。
リーグ戦は1stステージで16チーム中6位となったが、2ndステージで16チーム中1位でチャンピオンシップに進出。年間勝点では1位であった。チャンピオンシップでは1stステージ王者の流通経済大学ドラゴンズ龍ケ崎（流経大D）と対戦し、流経大Dのホームである千葉県立柏の葉公園総合競技場で行われた 1stレグは2-0で前半を折り返すものの後半は追いつかれてしまい結局2-2で終えるが、Hondaのホームであるホンダ都田サッカー場で行われた2ndレグは、前半を0-0で折り返すも、後半にこのシーズンで引退を決めた香川大樹の決勝ゴールで1-0としこのまま試合終了。2戦合計3-2で、2年振り6回目のJFL年間王者となった。
天皇杯は静岡県予選決勝で4年連続の相手となったJ3の藤枝MYFCに3-2で勝利し、6年振りに本選出場を決めた。本選では1回戦でシードのFC岐阜（J2）に2-1と延長を制して9年ぶりにJリーグチームからの勝利を収めると、続く2回戦はシードの松本山雅FC（J2）を相手に先制されながらも2-1の逆転勝ちを収め、3回戦はベガルタ仙台（J1）に5-2と大勝して駒を進めてきた岩手県代表のグルージャ盛岡（J3）に2-1と勝ちを収めて今回大会の台風の目となる。その後4回戦（ラウンド16）ではリーグ戦からの中2日を経て、ラウンド16からのシードであるFC東京（J1）を相手に挑み、前半に先制してそのまま折り返すも、後半に逆転され1-2で敗退を喫した。
2017年
中川裕平、糸数昌太、香川大樹、桶田龍の4選手が社業専念のため引退。本田真吾が期限付き移籍期間満了に伴い退団（本田はその後現役を引退しHonda FC下部組織のコーチに就任）。池松大騎、日高大、佐々木俊輝、鈴木理久、遠野大弥の5選手が入団した。
リーグ戦の1stステージでは11勝3分1敗とソニー仙台FCと同成績だったが、得失点差で上回り優勝を飾った。2ndステージでは10勝4分1敗で1位となり優勝。JFL連覇と、2ステージ制に移行してから初の完全優勝を達成した。
天皇杯ではベストアマチュアチームとして第86回大会以来の本選シードを獲得し出場、1回戦・びわこ成蹊スポーツ大学戦を3-1で勝利し、2回戦に進出。2回戦ではジュビロ磐田（J1）と対戦し、1992年以来25年ぶりとなる天竜川決戦 となった。この試合には約1300人の応援団が10台以上のバスでヤマハスタジアムへ駆けつけた。試合は接戦を極め、後半12分に磐田MF松本昌也に先制弾を許すも、同28分に古橋達弥が同点弾を挙げて1-1とした。試合は延長戦へと突入し、延長後半12分に途中出場の磐田FW川又堅碁に勝ち越し弾を決められるが、同15分に遠野大弥が同点弾を挙げ、120分間で決着がつかずにPK戦へと突入。清水谷侑樹が磐田のキッカーを務めたアダイウトン、松浦拓弥、中村太亮のPKをファインセーブしたが、最終的に4-5で敗れ2回戦敗退となった。
2018年
須藤壮史、柴田潤一郎、曽根友祐の3選手が社業に専念するため引退。久野純弥が期限付き移籍期間満了に伴い、退団（久野はその後現役を引退）。児玉怜音、八戸雄太、石田和希、清水航輔の4選手が入団した。また、前年までツエーゲン金沢より期限付き移籍中で金沢との契約が満了した大町将梧を完全移籍で獲得する。
リーグ戦の1stステージでは12勝2分1敗で1位となり、4ステージ連続制覇を達成した。2ndステージでは10月20日のJFL2nd-S第11節・ホンダロックSC戦に2-1で勝利したことで、JFL新記録となる17連勝を達成。10月29日のJFL 2nd-S第12節・東京武蔵野シティFC戦に2-1で勝利し、2位のMIOびわこ滋賀が翌日に開催された試合に敗れ、首位になる可能性が消滅したため、2年連続の完全優勝とJFL史上初の3連覇を達成した。2ndステージの成績は13勝2分で、無敗のまま2ndステージを終えた。また、大町将梧がシーズンを通して18得点を挙げ、初の得点王に輝いた。
天皇杯は静岡県予選から再び出場。今年度から1次予選を勝ち抜いてきた1チームを含む4チームにて争われる決勝トーナメントが設けられ、準決勝からの出場となった。同準決勝で藤枝MYFC（J3）を3-1で、決勝で2年ぶりの公式対戦となったアスルクラロ沼津（J3）を1-0で破り、3年連続で天皇杯出場を決めた。天皇杯1回戦ではアルテリーヴォ和歌山と対戦し、延長戦の末3-2で勝利した。2回戦では鹿島アントラーズ（J1）と対戦し、前半15分に栗本広輝が先制点を挙げるも、前後半にそれぞれ3失点し1-6で敗れ、2回戦敗退となった。
2019年
土屋貴啓、清水谷侑樹、宮内啓汰の3選手が社業に専念するため引退した。また、日高大は東北リーグ1部のいわきFCへの完全移籍が決まり退団し、栗本広輝は北米地域の2部リーグであるUSLチャンピオンシップのフレズノFCへの完全移籍が年明けに発表され1月に退団した。一方、白坂楓馬、堀内颯人、U-18チームからの昇格となった小野寺倖志、昨季限りでツエーゲン金沢との契約が満了していた山藤健太の4選手が入団した。なお、8月には天皇杯本選2回戦の対戦相手である（後述）J1の北海道コンサドーレ札幌より中村桐耶を育成型期限付き移籍で獲得した。
リーグ戦ではJFL史上初の4連覇を達成した。開幕戦では初参入の松江シティFC相手にドロー、アウェイ戦の2節目ではFC今治にHonda戦初勝利を献上、5節目ではホンダロックSCにホーム初敗戦を喫するなど序盤は低調であった。しかし、6節目のラインメール青森戦以降は3分け挟んで17戦連続負け無しとなって復調する。その後は東京武蔵野シティFCと初参入の鈴鹿アンリミテッドFCに敗戦するも、27節のアウェイ流通経済大学ドラゴンズ龍ケ崎戦で競り勝ってリーグ4連覇を決めた。
天皇杯は2年連続で静岡県予選準決勝から出場。準決勝で藤枝MYFC（J3）を0-0のまま突入したPK戦の末に退け、決勝では2年連続の顔合わせとなったアスルクラロ沼津（J3）をオウンゴールの1点を守りきる形で破り、4年連続で本選への出場を決めた。天皇杯1回戦では福井ユナイテッドFCと対戦し、前半を0-2で折り返すものの、後半は遠野大弥と古橋達弥の両名が途中出場してからの4得点で相手の反撃を許さず、4-2で逆転勝利を収める。2回戦では札幌と対戦し前半を2-0で折り返し、後半は同点までに追いつかれるも更に2得点して札幌を突き放して4-2で勝利。台風接近中の最中に行われた3回戦では徳島ヴォルティス（J2）に前半1得点、後半1得点の2-0で勝利し、2016年以来のベスト16入り。ラウンド16では前回大会優勝チームで歴代ACL王者でもある浦和レッズ（J1）と対戦し、後半終盤の2得点で2-0の勝利を収め、Hondaとしては12年ぶり及びJリーグ創設以降のリーグレベルが4部以下のチームとしては初 となる準々決勝進出となった。準々決勝は前回大会にて1-6で敗れた鹿島アントラーズ（J1）とJリーグ開幕以降4回目の対戦となるも、後半65分に土居聖真からゴールを決められそのまま守りきられてしまい0-1で敗退、今大会の成績はベスト8入りとなった。

#### 2020年代
2020年
川嶋正之、細貝竜太、渡邊大地の3選手が社業に専念するために引退し、遠野大弥がJ1の川崎フロンターレへの完全移籍が決まり退団した。また、J1の北海道コンサドーレ札幌から育成型期限付き移籍中の中村桐耶は移籍期間の延長が決定した。一方、流通経済大学から岡﨑優希、近畿大学から川畑隼人と川浪龍平、U-18チームからの昇格となった平川貴也の計4選手が入団した。
リーグ戦は5連覇達成出来ず、4位に終わる。このシーズンのJFLは新型コロナウイルス流行の影響で1回戦総当りとなったが、開幕（第16節）のラインメール青森戦での勝利を皮切りに、第23節のホンダロックSC戦までの前半戦を5勝3分と折り返し首位を維持する。しかし、後半戦、第24節のテゲバジャーロ宮崎戦で1-1のドローに終わり首位から陥落する。その後、第25節の高知ユナイテッドSC戦では最下位に沈んでいた高知のJFL初勝利を献上する格好となり、勝てば首位再浮上となるはずだった第27節のヴェルスパ大分戦では後半アディショナルタイムに失点し敗戦。そして、5連覇が達成できないことが確定した後の最終節であるFCマルヤス岡崎戦では競り負け、マルヤス戦初敗戦ともなった。結果、後半戦は4分3敗と未勝利に終わった。なお、当時の主将である鈴木雄也は今シーズンを通して「実力不足」と最終節終了後にて語っている。
天皇杯は前回大会の成績によりシードとして本選2回戦からの出場となった。今大会もリーグ戦と同様にレギュレーションが変更された。2回戦では静岡県代表の常葉大学と対戦し2点を先行、後半アディショナルタイムに失点するも2-1で勝利を収める。3回戦ではマルヤスと対戦し、左サイドの八戸雄太からのグラウンダーパスに、中央に居た岡﨑優希が合わせて1-0で競り勝つ。リーグ戦終了後に行われた4回戦では今季2度目の対決となったV大分との対戦では、前半に挙げた富田湧也のゴールを守りきって1-0で勝利。5回戦は第83回大会以来となる筑波大学との対戦になり、前半にプレスをかけられパスワークを崩されたところを狙われて先制点を許すも、後半に石田和希の直接フリーキックが決まり同点、そのままの勢いで相手陣地内でプレーする時間帯が多くなり、後半アディショナルタイムに佐々木俊輝がゴールを決めて逆転勝利を収め、2年連続で準々決勝進出を果たす。そして、準々決勝では2年連続での対決となった今シーズンのJ2リーグ優勝チームでもある徳島ヴォルティスとの一戦となった。試合会場となったノエビアスタジアム神戸の当時のピッチ状況に両チームの選手は戸惑うが、Hondaは前半アディショナルタイム突入前にHonda陣内で人数をかけてきた徳島に守備網を突破されて鈴木徳真による先制を許す。後半、Hondaは同点にするべく、3バックに変更して攻撃に厚みをかけようとするも逆に徳島にその点を突かれる形となり、結果、左サイドを突破した浜下瑛のグラウンダーのパスに、2枚となっていたHondaの最終ラインの間に入って合わせた鈴木徳真に2得点目を許してしまう。その後、徳島がPKを獲得し3得点目とした一方で、Hondaは反撃に出ようと戦術変更や選手交代を試みるも体を張った徳島の守備を崩すことが出来ず、試合は0-3で終了。徳島に前回大会の雪辱を果たされてしまう形となり、Hondaは2年連続で準々決勝で終わることとなった。
2021年
古橋達弥、大町将梧、山藤健太、そして育成型期限付き移籍で在籍していた中村桐耶のプロ契約選手全4名が退団となった。この内、古橋と大町は引退となり（古橋はその後Honda FC下部組織の一つであるU-18チームのコーチに就任）、山藤は同じJFLのヴィアティン三重に移籍、中村はJ1の北海道コンサドーレ札幌への復帰が決まる。また、監督である井幡博康も退団となった。なお、5人の退団が決まった後に、昨季までの正GKであった白坂楓馬がJ1の横浜F・マリノスへ完全移籍することが決まり退団した。
新監督には前シーズンまでヘッドコーチであった安部裕之、ヘッドコーチには2016年から2018年までヘッドコーチであった関雅至、GKコーチには川口剛史から代わる形で2014年シーズンに現役を引退していた中村元、そして新主将には前シーズンまで主将であった鈴木雄也から代わる形で池松大騎がそれぞれ就任した。新入団選手は福山大学から﨑山誉斗、大阪体育大学から岩切拳心、愛工大名電高校から安原哲平、流通経済大学から冨永和輝、四日市大学から中島郷の新卒5人となった。結果、監督、ヘッドコーチ、GKコーチ、選手の全員が社員と、8年振りのアマチュア体制となった。
リーグ戦は2位で終え、優勝したいわきFCとは勝ち点差4であった。開幕初戦の相手がホーム戦のソニー仙台FC戦であり、これを3-2の接戦で制すると、第7節まで6勝1分で乗り切る。しかし、第7節のアウェイ戦のラインメール青森FC戦と第8節のホーム戦のFC大阪戦を立て続けに落として首位から陥落する。以降、第27節で再び首位に返り咲くまでいわきに首位を明け渡し続けることになっていく。特に第22節のホーム戦の鈴鹿ポイントゲッターズ戦は引いて守る相手から得点を奪えず、逆に試合終了間際でカウンターを決められ敗戦、いわきとの勝ち点差を4から7に拡げてしまう格好となり、第25節のアウェイ戦のMIOびわこ滋賀戦では勝ちきればいわきと勝ち点差1で首位に返り咲くところであったが、試合終了間際にカウンターを決められ引き分けに持ち込まれてしまうなど、ここぞという時の勝負強さが発揮出来ずにいた。そして、第32節のアウェイ戦のヴェルスパ大分戦では、ホーム戦での借りを返される形で終了間際にカウンターを決められて敗戦。この結果を受けていわきの初優勝が決まり、2年ぶりの王座を逃した。
天皇杯は静岡県予選の決勝トーナメント（二次予選）の準決勝から登場。予選準決勝ではJ3のアスルクラロ沼津戦で1-1からのPK戦に突入し、これを8-7で制する。予選決勝ではJ3の藤枝MYFCを相手に逆転勝ちを収めてきた東海学生リーグ1部の常葉大学と前回大会の本選2回戦(初戦)以来となる2年連続の対戦となったが、2-0で勝利し、6年連続の本選出場を決める。本選では、1回戦で当時J3で暫定の単独首位に立っていたFC岐阜と5年振りの対戦となった。岐阜はJ1の浦和レッズから移籍加入した柏木陽介以外の先発選手はリーグ戦での主力選手であり、また、監督がHondaの歴代監督の一人でもある安間貴義であったが、Hondaは八戸雄太のヘディングシュートと児玉怜音の試合終了間際でのセットプレーからの押し込みにより2-0で勝利を収める。2回戦では実に26年振りの対戦となった当時J1で暫定3位に付けていた横浜F・マリノスとの対戦となった。Hondaは前半28分、相手ペナルティエリア内で児玉が高野遼に肩に手を掛けられて倒されたことでPKを獲得し、これをGKの楠本祐規が決めて1-0で折り返す。後半、アグレッシブになり且つ日程の関係で温存していたレギュラー選手4人を投入してきた横浜FMの猛攻を受けて、同22分にエウベルに決められ振り出しに戻る。互いに決め手が無いまま延長戦に突入し、延長前半終了間際にレオ・セアラに得点されてしまい逆転されるが、延長後半開始直後に人数をかけつつ、横浜FM側のキックオフで始まったボールを川畑隼人のプレッシングで奪って左サイドに張っていた中島郷までへと回し、その中島がアシストとなるグラウンダーのクロスを供給、これを八戸がスルーし、その後方でフリーとなっていた岡﨑優希が決めて同点にし、試合を振り出しに戻す。結局延長でも決着が付かず、PK戦へ突入する。PK戦では楠本が横浜FMの1人目のキッカーであるチアゴ・マルチンスのシュートを止めた一方、Hondaのキッカーは5人全員が決めきって勝利し、3回戦に駒を進めた。3回戦はJ2で首位を走るジュビロ磐田との4年振りの対戦及び天竜川決戦となったが、開始直後、ファビアン・ゴンザレスにゴールされて磐田に早々と先制を許してしまう。その後Hondaは、自分たちのプレーを心がけようとするものの早々と先制された影響もあり、2回戦とは打って変わって動きが縮まってしまう。逆に磐田は先制したことで余裕を持てるようになった故に試合を優位に動かしていったことで、Hondaは27分、35分と小川航基に立て続けに得点されてしまい、前半を0-3で折り返す。後半、Hondaは前半と比べて動きが変わり、同12分には鈴木雄也の得点で1点を返したのを皮切りに相手陣内へと押し込めるようになっていくが、中々追加点が奪えない焦りで徐々に攻撃が単調になっていく。結果、終盤にカウンターで磐田に追加点を奪われ、1-4の完敗となり、Hondaは3回戦で姿を消すこととなった。
2022年
原田開、小野寺倖志、高村弘尚の選手3名が退団及び社業専念のために引退となり、また、原田の引退によって再び元Jリーガーが一人も居なくなった。一方、ヘッドコーチであった関雅至が、2020年までGKコーチを務めていたU-18監督である川口剛史と共に退団・退社し、FCマルヤス岡崎へ互いにプロの指導者として移籍することが決まった。その他、クラブ公式でアナウンスされていないが、奈良クラブからスタッフとして移籍加入し、5年間マネージャーを務めていた小林映登の退団とJ1の川崎フロンターレへの移籍並びに副務として就任したことが明らかとなった。
安部裕之監督続投の下、スタッフの一部が変更となり、ヘッドコーチには2019年に現役を引退した土屋貴啓が、強化担当には糸数昌太が、マネージャーにはFCティアモ枚方からの移籍加入で杉本佳紀が、それぞれ新たに就任した。新入団選手は中京大学からDF岸田悠佑、関西大学からMF草刈龍星、東洋大学からGK青木祐太の新卒3人となった。

## 下部組織
実業団形態のクラブながら下部組織を保有しているクラブの一つでもあり、小学生を対象にしたスクールと、U-10、U-12、U-15、U-18の各カテゴリの育成組織のチームを持っている。かつては女子チームも保有していた（後述）。
特にU-18チームは、2004年度・2007年度の日本クラブユースサッカー選手権 (U-18)大会、2009年度のJリーグユース選手権大会、日本クラブユースサッカー選手権(U-18)Town Club CUP等の全国大会に出場した実績を持つ。
また、U-18チームとU-15チームは年間を通したリーグ戦に参入しており、2021年現在の在籍リーグは、U-18チームが静岡県リーグBリーグ（=2部リーグ）であり、U-15チームが東海リーグとなっている。
主な下部組織出身の選手を以下に挙げる。
- 太田圭輔 - Honda FC U-12 → Honda FC U-15 → 清水エスパルスユース → 清水エスパルス 他
- 松浦拓弥 - Honda FC U-12 → Honda FC U-15 → 浜名高等学校 → ジュビロ磐田 他
- 小栗巧 - Honda FC U-15 → Honda FC U-18 → Honda FC
- 深谷泰介 - Honda FC U-18 → Honda FC
- 高村弘尚 - Honda FC U-12 → Honda FC U-15 → ジュビロ磐田U-18 → Honda FC
- 岩﨑雄大 - Honda FC U-18 → ブラジルへサッカー留学 → 名古屋オーシャンズサテライト（フットサル転向） → アグレミーナ浜松
- 松岡ジョナタン - Honda FC U-15 → 名古屋グランパスU-18 → 名古屋グランパス 他

## 本田浜松サッカー部
1954年に本田技研工業浜松製作所浜友会サッカー部として創部された、浜松製作所時代から続くトランスミッション製造部のクラブ（チーム）である。このクラブが本社側のクラブであるHonda FCの母体となっている。同じ所内に本社側のチームが創設されて以降も長らく東海リーグに在籍し、その後静岡県リーグに在籍していたが、2012年、県1部で年間成績最下位となったのを最後にリーグを脱退し活動休止。なお、存続時はHonda FCのOBも選手や指導者として在籍していた。

## 戦績

### 本田技研工業サッカー部 (1971年-2001年)
| 年度    | 所属       | 順位 | 勝点 | 試 | 勝          | 分          | 敗          | 得点 | 失点 | 差  | 数 | 備考       |
| 1971    | 静岡県西部 | 優勝 |      |    |             |             |             |      |      |     |    | 昇格       |
| 1972    | 静岡県1部  | 優勝 |      |    |             |             |             |      |      |     |    | 昇格       |
| 1973    | 東海       | 優勝 | 25   | 14 | 12          | 1           | 1           | 48   | 13   | +35 | 8  |            |
| 1974    | 東海       | 優勝 | 21   | 13 | 9           | 3           | 1           |      |      |     | 10 | 昇格       |
| 1975    | JSL2部     | 4位  | 22   | 18 | 10          | 2           | 6           | 33   | 29   | +4  | 10 |            |
| 1976    | JSL2部     | 4位  | 21   | 18 | 6           | 9           | 3           | 25   | 17   | +8  | 10 |            |
| 1977    | JSL2部     | 7位  | 29   | 18 | 5           | 3PK勝/3PK敗 | 7           | 25   | 24   | +1  | 10 |            |
| 1978    | JSL2部     | 優勝 | 57   | 18 | 13          | 1PK勝/3PK敗 | 1           | 39   | 9    | +30 | 10 |            |
| 1979    | JSL2部     | 4位  | 44   | 18 | 10          | 1PK勝/2PK敗 | 5           | 31   | 25   | +6  | 10 |            |
| 1980    | JSL2部     | 優勝 | 28   | 18 | 13          | 2           | 3           | 43   | 17   | +26 | 10 | 昇格       |
| 1981    | JSL1部     | 6位  | 14   | 18 | 5           | 4           | 9           | 23   | 28   | -5  | 10 |            |
| 1982    | JSL1部     | 9位  | 14   | 18 | 4           | 6           | 8           | 17   | 29   | -12 | 10 |            |
| 1983    | JSL1部     | 8位  | 14   | 18 | 4           | 6           | 8           | 17   | 23   | -6  | 10 |            |
| 1984    | JSL1部     | 5位  | 19   | 18 | 7           | 5           | 6           | 26   | 23   | +3  | 10 |            |
| 1985    | JSL1部     | 3位  | 28   | 22 | 8           | 12          | 2           | 30   | 20   | +10 | 12 |            |
| 1986/87 | JSL1部     | 9位  | 20   | 22 | 6           | 8           | 8           | 20   | 24   | -4  | 12 |            |
| 1987/88 | JSL1部     | 8位  | 20   | 22 | 6           | 8           | 8           | 19   | 22   | -3  | 12 |            |
| 1988/89 | JSL1部     | 9位  | 27   | 22 | 7           | 6           | 9           | 20   | 23   | -3  | 12 |            |
| 1989/90 | JSL1部     | 6位  | 32   | 22 | 10          | 2           | 10          | 32   | 29   | +3  | 12 |            |
| 1990/91 | JSL1部     | 3位  | 38   | 22 | 10          | 8           | 4           | 29   | 21   | +8  | 12 |            |
| 1991/92 | JSL1部     | 10位 | 23   | 22 | 5           | 8           | 9           | 18   | 25   | -7  | 12 | リーグ再編 |
| 1992    | 旧JFL1部   | 9位  | 16   | 18 | 4           | 4           | 10          | 19   | 36   | -17 | 10 | 降格       |
| 1993    | 旧JFL2部   | 優勝 | -    | 18 | 15(0延 0PK) | -           | 3(0延 1PK)  | 62   | 21   | +41 | 10 | リーグ再編 |
| 1994    | 旧JFL      | 9位  | -    | 30 | 12(1延 2PK) | -           | 18(2延 1PK) | 49   | 36   | -13 | 16 |            |
| 1995    | 旧JFL      | 7位  | 49   | 30 | 16(2延 0PK) | -           | 14(3延 1PK) | 58   | 42   | +16 | 16 |            |
| 1996    | 旧JFL      | 優勝 | 75   | 30 | 25(3延 0PK) | -           | 5(0延 0PK)  | 83   | 35   | +48 | 16 |            |
| 1997    | 旧JFL      | 4位  | 65   | 30 | 23(2延 1PK) | -           | 7(1延 0PK)  | 60   | 37   | +23 | 16 |            |
| 1998    | 旧JFL      | 5位  | 54   | 30 | 19(3延 0PK) | -           | 11(2延 0PK) | 57   | 45   | +12 | 16 | リーグ再編 |
| 1999    | JFL        | 2位  | 50   | 24 | 18(5延長)   | 1           | 5(0延長)    | 69   | 34   | +35 | 9  |            |
| 2000    | JFL        | 2位  | 49   | 22 | 17(2延長)   | 0           | 5(1延長)    | 51   | 29   | +22 | 12 |            |
| 2001    | JFL        | 優勝 | 71   | 30 | 22          | 5           | 3           | 74   | 19   | +55 | 16 |            |

### 本田技研工業フットボールクラブ (2002年-)
| 年度 | 所属 | 順位 | 勝点 | 試合 | 勝 | 分 | 敗 | 得点 | 失点 | 差  | 天皇杯     |
| 2002 | JFL  | 優勝 | 41   | 17   | 13 | 2  | 2  | 39   | 14   | +25 | 3回戦敗退  |
| 2003 | JFL  | 2位  | 67   | 30   | 21 | 4  | 5  | 73   | 30   | +43 | 3回戦敗退  |
| 2004 | JFL  | 2位  | 62   | 30   | 19 | 5  | 6  | 64   | 36   | +28 | 4回戦敗退  |
| 2005 | JFL  | 5位  | 56   | 30   | 17 | 5  | 8  | 59   | 37   | +22 | 4回戦敗退  |
| 2006 | JFL  | 優勝 | 83   | 34   | 26 | 5  | 3  | 77   | 36   | +41 | 4回戦敗退  |
| 2007 | JFL  | 5位  | 58   | 34   | 16 | 10 | 8  | 61   | 42   | +19 | ベスト8    |
| 2008 | JFL  | 優勝 | 74   | 34   | 22 | 8  | 4  | 80   | 33   | +47 | 3回戦敗退  |
| 2009 | JFL  | 7位  | 51   | 34   | 13 | 12 | 9  | 49   | 38   | +11 | 2回戦敗退  |
| 2010 | JFL  | 4位  | 59   | 34   | 18 | 5  | 11 | 52   | 43   | +9  | 2回戦敗退  |
| 2011 | JFL  | 6位  | 52   | 33   | 15 | 7  | 11 | 40   | 36   | +4  | 県予選敗退 |
| 2012 | JFL  | 5位  | 53   | 32   | 16 | 5  | 11 | 55   | 39   | +16 | 県予選敗退 |
| 2013 | JFL  | 5位  | 53   | 34   | 14 | 11 | 9  | 54   | 38   | +16 | 県予選敗退 |
| 2014 | JFL  | 優勝 | 53   | 26   | 16 | 5  | 5  | 58   | 28   | +30 | 県予選敗退 |
| 2015 | JFL  | 3位  | 68   | 30   | 21 | 5  | 4  | 73   | 22   | +51 | 県予選敗退 |
| 2016 | JFL  | 優勝 | 61   | 30   | 18 | 7  | 5  | 52   | 29   | +23 | 4回戦敗退  |
| 2017 | JFL  | 優勝 | 70   | 30   | 21 | 7  | 2  | 72   | 20   | +52 | 2回戦敗退  |
| 2018 | JFL  | 優勝 | 79   | 30   | 25 | 4  | 1  | 76   | 25   | +51 | 2回戦敗退  |
| 2019 | JFL  | 優勝 | 63   | 30   | 19 | 6  | 5  | 59   | 30   | +29 | ベスト8    |
| 2020 | JFL  | 4位  | 22   | 15   | 5  | 7  | 3  | 20   | 12   | +8  | ベスト6    |
| 2021 | JFL  | 2位  | 67   | 32   | 20 | 7  | 5  | 69   | 25   | +44 | 3回戦敗退  |
| 2022 | JFL  | 3位  | 56   | 30   | 16 | 8  | 6  | 47   | 23   | +24 | 2回戦敗退  |
| 2023 | JFL  | 優勝 | 53   | 28   | 15 | 8  | 5  | 51   | 26   | +25 | 2回戦敗退  |
| 2024 | JFL  | 7位  | 43   | 30   | 11 | 10 | 9  | 34   | 27   | +7  | 2回戦敗退  |
| 2025 | 位   |      | 30   |      |    |    |    |      |      | -   |            |

## タイトル

### リーグ戦
- 東海社会人サッカーリーグ1部：2回（1973年、1974年）
- 日本サッカーリーグ2部：2回（1978年、1980年　1980年優勝で自動的に1部昇格）
- ジャパンフットボールリーグ2部（旧J2）：1回（1993年　1994年に1・2部統合のため、旧J2最後の優勝クラブとなる）
- ジャパンフットボールリーグ（旧JFL）：1回（1996年）
- 日本フットボールリーグ（JFL）：10回（2001年、2002年=旧JFLを含めリーグ再編後初の連覇、2006年、2008年、2014年、2016年‐2019年=旧JFLを含めリーグ再編後最多の4連覇、2023年）
※旧JFLを含めたJFLとしての通算優勝回数：11回

### カップ戦
- 全国社会人サッカー選手権大会：2回（1974年、1999年）

## ホームゲーム開催実績
（1999年の日本フットボールリーグ=現JFL発足以後）
| 年度 | 都田 | その他        |
| 1999 | 11   |               |
| 2000 | 10   |               |
| 2001 | 15   |               |
| 2002 | 9    |               |
| 2003 | 15   |               |
| 2004 | 15   |               |
| 2005 | 15   |               |
| 2006 | 17   |               |
| 2007 | 17   |               |
| 2008 | 17   |               |
| 2009 | 17   |               |
| 2010 | 17   |               |
| 2011 | 17   |               |
| 2012 | 16   |               |
| 2013 | 17   |               |
| 2014 | 13   | 三重・鈴鹿1   |
| 2015 | 14   | 三重・鈴鹿1   |
| 2016 | 15   | 栃木グリスタ1 |
| 2017 | 15   |               |
| 2018 | 15   |               |
| 2019 | 15   |               |
| 2020 | 7    |               |
| 2021 | 16   |               |
| 2022 | 14   | エコパ1       |
| 2023 | 13   | エコパ1       |
| 2024 | 14   | エコパ1       |

※ジャパンフットボールリーグ時代も基本の本拠地は本田技研都田サッカー場だったが、年数回、遠州灘海浜公園球技場でも主管試合を開催したほか、1994年には柏レイソル戦のホームゲームをレイソルの本拠地である日立柏サッカー場で行った事例もある。

## 歴代キャッチフレーズ
| 年度 | キャッチフレーズ                  |
| 2006 | Aggressive action                 |
| 2007 | Fighting for team                 |
| 2008 | The Next Challenge.               |
| 2009 | THE UNITED POWER                  |
| 2010 | 前へ                              |
| 2011 | 絆                                |
| 2012 | 意志                              |
| 2013 | 体現                              |
| 2014 | 矜持                              |
| 2015 | 考撃                              |
| 2016 | 一意専心                          |
| 2017 | 歩                                |
| 2018 | 新たなカタチの創出                |
| 2019 | 挑戦～Beginning of a new legend～ |
| 2020 | CONCENTRATION 最強の証明          |
| 2021 | H's Pride ～真価～                |
| 2022 | H's Pride ～洗練～ 高みを目指して |
| 2023 | One Team                          |
| 2024 | Moving forward                    |
| 2025 | Action to the Envision            |

## ユニフォーム
現在のサプライヤーはアンブロ。かつては、アディダスやディアドラなどがサプライヤーであった。
- 2020年より旧JFL（1996年）およびJFL優勝（2001年・2002年・2006年・2008年・2014年・2016年-2019年）を示す星がエンブレムの上に付けられている。
- 2021年はホンダ本社以外のユニフォームスポンサーがクラブ史上初めて付くことが明らかになっており、Honda Cars店が背部下にロゴを掲出する[64][65]。

### 歴代ユニフォーム
| FP 1st      | FP 1st      | FP 1st      | FP 1st      | FP 1st      |
| ----------- | ----------- | ----------- | ----------- | ----------- |
| 2003 - 2004 | 2005 - 2006 | 2007 - 2008 | 2009 - 2010 | 2011 - 2012 |
| 2013 - 2014 | 2015 - 2016 | 2017 - 2018 | 2019        | 2020        |
| 2021        | 2022        | 2023        | 2024        | 2025 -      |
|             |             |             |             |             |

| FP 2nd      | FP 2nd      | FP 2nd      | FP 2nd      | FP 2nd      |
| ----------- | ----------- | ----------- | ----------- | ----------- |
| 2003 - 2004 | 2005 - 2006 | 2007 - 2008 | 2009 - 2010 | 2011 - 2012 |
| 2013 - 2014 | 2015 - 2016 | 2017 - 2018 | 2019        | 2020        |
| 2021        | 2022        | 2023        | 2024        | 2025 -      |
|             |             |             |             |             |

## エピソード
浦和市への移転撤回に関するその他の理由
前述の通り、役員会議、関係者は「浜松を本拠にJリーグへ参入したい」という意向があった。サッカー部発足時から現在に至るまで浜松を本拠地にしていたこともあり、「Jリーグ発足のために浦和に移転することは、今までチームを応援してくれた地元・浜松のお客様を裏切ることになり、企業イメージのマイナスになる」との判断があった。
2度目のJリーグ参入を目指して表面化した行政との溝
浜松F.C発足を仕掛けたのはホンダ側であったが、同社はチームを浜松F.Cに移管する際はいちスポンサーとしてやっていけばいいという考えであったため、あくまで浜松F.Cを『地域のクラブ』であることをアピールしていた。それに呼応するように、1995年1月には市民グループが16万4000人の署名と要望書を東京都のホンダ本社とホームタウンである浜松市に届け、また、Jリーグ準会員に承認される4ヵ月前の1997年2月には地元経済界らによる「浜松J連絡会」が発足していた。しかし、Jリーグ参入には民間だけでなく行政の協力や理解も必要不可欠となっているものの、当時の浜松市側は『ホンダ』というブランドが担保になるなら協力してもいいというスタンスであったという。また浜松市側からJリーグ参入について積極的に動いた形跡はなく、やがて「ホンダがやるのであれば応援する」という市長の言葉を耳にした、当時のホンダ社長であった川本信彦は「おい、話が違うぞ」とJリーグ参入に対する浜松市の態度に相当なギャップを感じていたという。
「静岡県代表」として出場した第87回の天皇杯での活躍
2007年に行われた第87回天皇杯全日本サッカー選手権大会では、リーグの前期で1位になれずにシード権を獲得できなかったため、天皇杯が現在の形式になってから初めて県代表を決めるための予選に参加し、天皇杯への出場を獲得。その後、大会ではJリーグチームを3つ破って前身時代以来16年ぶりの準々決勝（ベスト8）進出を果たし、当大会よりHondaが各都道府県代表として初の準々決勝進出を果たしたチームとなった。また、監督も含めて全員がアマチュア登録ということもあって話題となった。それまでHondaは、1998年の第78回大会でプロ契約選手を抱えていたホンダサッカー部時代に3回戦でジェフユナイテッド市原を破って以降、Jリーグチームに勝利したことはなかった。第87回大会以前における以前の回の試合では、第83回大会（2003年）の3回戦のFC東京戦で、第85回大会（2005年）の4回戦のセレッソ大阪戦で、それぞれ追い詰めるものの、いずれもPK戦で涙を呑んでいる。しかし、翌第88回以降もHondaは天皇杯での低迷が続き、特に天皇杯のシード権を獲得できない状況が続くこととなった。そして2011年での天皇杯予選決勝で静岡産業大学サッカー部に1-3で敗れ、再び本選出場を果たせなくなり、16年続いた天皇杯の連続出場記録も途切れた。なお、2012年以降も予選敗退が続き、再びの本選出場は2016年の第96回まで待つことになる。
16年ぶりの年代別代表選手の選出
1993年にJリーグが開幕して以降、本田技研時代も含めて各年代別共に長らくHondaから代表選手は選出されなかったが、2008年10月20日当時、AFCユース選手権の日本代表に（先述通り、後にJリーグ所属の湘南ベルマーレへ移籍した）村松大輔が選出された。Honda FCからの年代別代表選出は、本田技研時代の1992年、バルセロナオリンピック出場予選での日本代表に選出された石川康以来、実に16年ぶりとなった。また、当時の日本フットボールリーグに所属する選手から選出されたのは彼のみであると同時に、同リーグからの年代別日本代表選手の輩出は、リーグが1999年に開催されて以降初ともなった。
トップチームの実力評価
各シーズンにおける周囲の評価をここで述べる。
- 2007年、第87回の天皇杯において東京ヴェルディの当時の監督であるラモス瑠偉は「J2クラブ並みの力があるチーム」と評しており、同じく第87回の天皇杯において名古屋グランパスの当時の監督であるセフ・フェルホーセンは、5回戦で対戦する前に同年のJFL後期第16節のホーム戦（YKK AP FC戦）を視察した上で「JFLのレベルではない」、「非常にレベルが高いチーム。多くのチャンスを作れるとは思えないが、組織や規律がしっかりしている。」と評している。
- 2009年度におけるJFLの各クラブの関係者は「実力はJリーグ2部の下位クラブより上」と評している 一方、V・ファーレン長崎の監督であった東川昌典は、自身が指揮したチームと比較してみた場合に限り「（Hondaとの）レベルの差があるとは思わない」と述べている。
- 2013年では対戦相手のFC琉球に所属する元Jリーガーの永井秀樹が、自身のブログでHondaのサッカーについて語っている。ブログ内では「個の質が数年前より若干下がったが故に、勝ち点3を確実に奪う力は多少弱まった」と指摘しながらも「JFLというカテゴリーにおいて、この数年間で最も質の高いサッカーを展開してるのはHondaだ」と評し、その上で「チームとしての方向性と理念は常に変わらないように思える」と述べている。また、自身が所属するFC琉球についてHondaと比較した上で「これからJを目指し、JFL優勝を真剣に考えるならば、最低限Honda以上のサッカーをしなければならない」と言及している。
- 2017年の6月21日に第97回天皇杯の2回戦・ジュビロ磐田戦後、当時の磐田監督である名波浩は記者会見にて、試合前にマッチコミッショナーから『Hondaが勝っても、何の驚きもない。ジャイアントキリングでも何でもない』という話を聞かされ「負けられない理由が増えて内心メラメラとなった」と語っており、続けて「Hondaの技術の高さ、それから穴を突く戦術眼は素晴らしいものがあった」との評価を残し、その上で「どちらに転んでもおかしくないような、2対2でPK決着という結果通りのゲームだった」とコメントした。
- 2019年では第99回天皇杯の4回戦の対戦相手である浦和レッズの当時の監督である大槻毅が試合前の会見にてHondaの印象を訊かれ、「個の部分でもすごく良い選手がいて、普通にJリーグでやっていてもおかしくない選手がいる」と述べており、続けて「アマチュアサッカーの中でのトップだと思うし、大学サッカーを除けば、本当にトップトップだと思う」と評し、「当然選手も、大学生のときから知っている選手も何人かいるし、JリーグからオファーをもらってもHonda FCを選んだプレーヤーも複数いるし、そういった意味ではクオリティーはあると思っている。単純にJFLのチームでしょ、と言ってはいけないと思っている」とコメントした。
- 2020年にはサッカー情報サイトの『Football ZONE Web』が、ブラジルメディアの『グローボ・エスポルチ』が「日本の歴代最高のチャンピオン」についてポイント制で査定し選出・ランキング化した記事を紹介している。その中には同メディアが歴代の日本のアマチュアクラブに絞って査定したランキングとその上位3クラブについても紹介されており、Hondaは日本のアマチュアクラブの中で歴代2位という評価がなされた。
- 2021年では元Jリーガーであり対戦相手のFCティアモ枚方の監督を務める小川佳純が、参入初年度のJFLを残留で終えた後のインタビューで「JFLに在籍している残り16チームの中でこの監督はすごいなと思った方はいるか？」との質問で「Hondaの監督はすごかった」と回答し、「Hondaはチームとしてランクが違うなと感じた。実力的にも選手の意識も。あと監督のやり方も」と評している。また、Hondaに大敗した時のホーム戦 で、試合後にHondaの監督である安部裕之と会話を交わし、安部の「途中から出た選手のパフォーマンスが悪くてロッカールームで雷を落としてきた」という話を聞いて驚き、「この点差で勝ったのに雷を落とす監督がいるんだと。結果で満足はしていない、こだわるところをしっかりこだわってやっている」との感想を残している。また、「僕は多く言わないが、それは選手がピッチの中で自分たちで考えて相手の変化に対応したり、ゲームの中での悪い流れを自分達で解決して良い流れに持っていけるようにするのが一番の理想と思っている」と述べつつ、「このカテゴリで勝つには外から色々と僕が影響を与えたほうが勝てるのかなとHondaの監督のやり方をみて思った」とも語っている。